# Храм Оніаса
Храм Ониаса (також Храм Онії) — храм єврейських колоністів в Елліністичному Єгипті. Зведено Онією IV, сином первосвященика, з дозволу Птолемея VI Філометра в місті Леонтополісі близько 154 до н. е. - як копія меншого масштабу з Першого Єрусалимського храму. Проіснував із середини II століття до н. е. до 73, коли був зруйнований за наказом римського імператора Веспасіана.

## Історія

### Передісторія
Очевидно, невдовзі після руйнування вавилонянами Першого Єрусалимського храму єврейські колоністи в Елефантині спорудили там храм Бога Ізраїлю. Принаймні, як у 525 до н. е., перський цар Камбіс II завоював Стародавній Єгипет, храм в Елефантіні вже існував. Будівля зруйнована у 410 до н. е.

### Зведення (середина II століття е.)
Значно пізніше, у середині II століття до н. е., за правління Птолемея VI Філометора, Онія IV з роду єрусалимських первосвящеників заснував храм у Леонтополісі (у Нижньому Єгипті), званий храмом Онії (івр. בֵּית חוֹנִיוֹ).
Існують різні гіпотези щодо причин створення цього святилища.
1. Згідно з одним припущенням, Онія вважав, що Єрусалимський храм втратив свою святість внаслідок його осквернення Антіохом IV Епіфаном;
2. згідно з іншим, Онія був проти призначення Хасмонеїв на жрецькі посади;
3. проте найімовірніше, що він хотів створити центр єврейської діаспори Єгипту.

Храм побудований на зразок Єрусалимського храму, проте відрізнявся від нього в деталях. Весь час існування храму Онії службу у ньому вели Онія та її сини. Священне начиння в ньому було таким самим, що і в Єрусалимі, з тим лише винятком, що замість Менори, що стояла на підлозі, використовувалася підвісна.
Храм у Леонтополісі кілька разів згадується у Йосипа Флавія, і з цих згадок можна зробити висновок, що євреї Єгипту, які приносили там жертви, не розглядали цей храм як рівний за святістю Єрусалимському. У єврейській літературі Єгипту на той час майже немає згадок про Будинок Онії, тоді як жертвопринесенням в Єрусалимському храмі присвячено багато сторінок.

### Згадки у Талмуді
У Талмуді ставлення до храму Оніаса неоднозначно: деякі законовчителі вважали, що жертвопринесення там були ідолопоклонством, тоді як інші вважали, що, хоча ці жертвопринесення неправомірні, проте вони приносилися Богові Ізраїлю. Принаймні священикам цього святилища відмовляється в праві служити в Єрусалимському храмі.

### Руйнування в 73
Храм Онії недовго проіснував після руйнування Другого Храму та зруйнований у 73 за наказом імператора Веспасіана.